# Kléber Haye
Pour les articles homonymes, voir Haye.
Kléber Haye, né le 26 avril 1937 à Ardin et mort le 4 janvier 2023 à Arès (Gironde), est un homme politique français.

## Biographie
Après un CAP d'ajusteur, une agrégation de sciences physiques et un doctorat en électronique et ès sciences, il devient ingénieur électronicien et maître-assistant à l'Institut universitaire de technologie de Bordeaux.

### Carrière politique
De 1977 à 1983, premier adjoint au maire de Villenave-d'Ornon.
Militant socialiste, il est secrétaire fédéral de la Fédération socialiste de Gironde.
En 1981, il est élu député de la 7e circonscription de la Gironde. Son mandat se termine en 1986.
Egalement en 1981, il est conseiller socialiste régional d'Aquitaine jusqu'à 1992. En 1992, il est réélu au Conseil régional sur la liste des écologistes, jusqu'en 1998.
Kléber Haye s'éteint le 4 janvier 2023 à l'âge de 85 ans.